# Gerhild Komander
Gerhild H. M. Komander (* 1958 in Hamburg) ist eine deutsche Kunsthistorikerin, die zur Stadtgeschichte von Berlin und Brandenburg publizierte. Besondere Schwerpunkte sind das 17. und 18. Jahrhundert und die Geschichte der Frauen in Berlin.

## Leben
Gerhild Komander studierte Kunstgeschichte, Geschichte, Germanistik und Literaturwissenschaft in Kiel. Ihre Dissertation schrieb sie über Die Geschichte Brandenburg-Preußens in der Graphik von 1648 bis 1810. Sie forschte auch zur Frauengeschichte in Berlin, wie über die Fürstinnen am brandenburgischen Hof. Seit 1990 lebt sie als freie Autorin und Dozentin in Berlin. Zu den Themen Berliner Kulturgeschichte und Frauengeschichte hält sie Vorträge und veranstaltet Stadtführungen.
Von 1995 bis 2005 gab sie die wissenschaftliche Vierteljahresschrift Mitteilungen des Vereins für die Geschichte Berlins heraus. Sie engagierte sich ehrenamtlich in der Landesgeschichtlichen Vereinigung für die Mark Brandenburg und in der Mendelssohn-Gesellschaft, deren Vorsitzende sie von 2006 bis 2008 war. Sie betrieb von 2006 bis 2013 die Online-Zeitung berliner-lindenblatt.de. Die Zeitung für Berliner Geschichte.

## Veröffentlichungen
Monografien
- Der Wandel des „Sehepuncktes“. Die Geschichte Brandenburg-Preußens in der Graphik 1648–1810 (= Kunstgeschichte. Band 44). Lit Verlag, Münster/Hamburg 1995, ISBN 3-8258-2417-9 (Zugl.: Kiel, Univ., Diss., 1989; bearbeitet; 596 S.).
- Der Wedding. Auf dem Weg von Rot nach Bunt. Berlin Story Verlag, Berlin 2006, ISBN 3-929829-38-X (265 S.).

Beiträge und Artikel
- Romeyn de Hooghe und die Schlachten des Großen Kurfürsten. In: Auf den Spuren der Niederländer zwischen Thüringer Wald und Ostsee. Berlin 1994, S. 80–90.
- Krieg tut Not. Erziehung zum Krieg. In: Stolperstein der Geschichte. Die Ruine des Kieler U-Bootbunkers als Mahnmal und Herausforderung. Kunst Geschichte Meinungsstreit. Hrsg. von Jens Rönnau. Verein Mahnmal Kilian e. V., Kiel 1997, ISBN 3-930563-14-2, S. 133–136.
- „Schildkröt und bronce d’ormoly“. Die Prunkmöbel des Bildhauers Johann Melchior Kambly. In: Weltkunst. 67, 1997, Nr. 6, S. 544–547.
- Die Frau des Herrschers im Barock. In: Sophie Charlotte und ihr Schloß. Katalog zur Ausstellung im Schloss Charlottenburg. Berlin 1999, S. 57–66.
- Tod und Trauer am brandenburgisch-preußischen Hof. In: Sophie Charlotte und ihr Schloß. Katalog zur Ausstellung im Schloss Charlottenburg. Berlin 1999, S. 171–177.
- Der Jubeltag der Krone Preußens. Die Feierlichkeiten in Berlin zum zweihundertjährigen Jubiläum der Preußischen Königskrönung. In: Der Bär von Berlin (= Jahrbuch des Vereins für die Geschichte Berlins). Berlin 2000, S. 97–128.
- Johann Christoph Frisch. In: Allgemeines Künstlerlexikon. Band 45: Freyer–Fryderyk. Leipzig/München 2005.
- Spandauer Straße 68. Die Topographie der Berliner Aufklärung. In: Ewald Friedrich Graf von Hertzberg und das Zeitalter der Aufklärung – 300 Jahre Schloß Britz. Katalog zur Ausstellung. Hrsg. vom Verein Freund und Förderer Schloss Britz, Berlin.
- Philipp Gerlach. In: Allgemeines Künstlerlexikon Band 52: Gerard–Gheuse. Leipzig/München 2006.
- (Hrsg.) Berlins erstes Telefonbuch 1881. Berlin Story Verlag, Berlin 2006, ISBN 3-929829-33-9.
- Kunst für alle. Kunst auf Postkarten/Genrekarten/Patriotische Bildpostkarten. In: Wilma Gütgemann-Holtz, Wolfgang Holtz (Hrsg.): Neue Photographische Gesellschaft Steglitz. Die Geschichte eines vergessenen Weltnternehmens (1897–1921). Berlin 2009.
- Frauen am brandenburgischen Hof/Königin Luise. In: Kulturland Brandenburg e. V. (Hrsg.): Mut und Anmut. Frauen in Brandenburg. 2010.
- Elisabeth Christine – Königin und Schriftstellerin der Aufklärung. In: Ruth Hagengruber (Hrsg.): Von Diana zu Minerva. Philosophierende Aristokratinnen des 17. und 18. Jahrhunderts. Berlin 2011, S. 131–139.